# Риндфлейш, Эдуард фон
Георг Эдуард фон Ри́ндфлейш (нем. Georg Eduard von Rindfleisch; 15 декабря 1836, Кётен — 6 декабря 1908, Вюрцбург) — немецкий медик, патолог.

## Биография
Риндфлейш изучал медицину в Вюрцбургском, Берлинском и Гейдельбергском университетах. Защитил докторскую диссертацию у Рудольфа Вирхова, с 1861 года работал у него ассистентом. В 1862 году получил право преподавания в Бреславльском университете, работал ассистентом у Рудольфа Гейденгайна. В том же году стал профессором Цюрихского университета, в 1865 году перешёл в Боннский университет. В 1874 году получил приглашение в Вюрцбургский университет, где возглавил кафедру патологии. Автор научных работ о туберкулёзе лёгких. Вышел в отставку в 1906 году.

## Труды
- Lehrbuch der pathologischen Gewebelehre. Engelmann, Leipzig 1867.
- Die Elemente der Pathologie: ein natürlicher Grundriss der wissenschaftlichen Medicin. Engelmann, Leipzig 1883.
- Ärztliche Philosophie: Festrede zur Feier des 306. Stiftungstages der Königlichen Julius-Maximilians-Universität. Hertz, Würzburg 1888.